# 가와와정
가와와정(일본어: 川和町)은 일본 가나가와현 쓰즈키군에 설치되었던 정이다. 현재의 요코하마시 쓰즈키구에 해당한다.

## 참고 문헌
- 角川日本地名大辞典編纂委員会,『角川日本地名大辞典 神奈川県』1984, 角川書店